# Karmelitanki Instytutu Naszej Pani z Karmelu

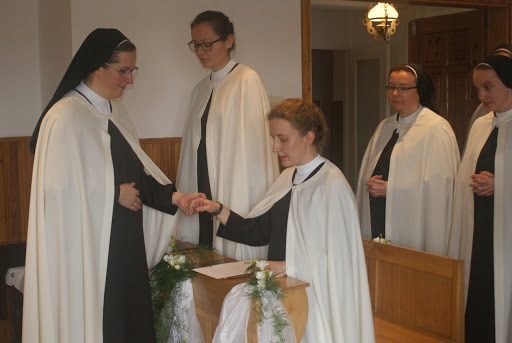
Profesja zakonna

Karmelitanki Instytutu Naszej Pani z Karmelu – żeńskie zgromadzenie karmelitańskie na prawie papieskim, oparte na duchowości i Regule karmelitańskiej, łączy modlitwę z apostolstwem czynnym. Założone 15 października 1854 roku we Florencji przez Marię Teresę Scrilli.

## Historia

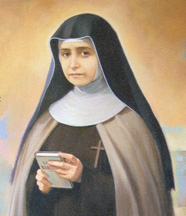
Założycielka zgromadzenia m. Maria Teresa Scrilli

Maria Teresa Scrilli urodziła się 15 maja 1825 roku w Montevarchi we Włoszech. Odpowiadając na powołanie jako młoda dziewczyna, wstąpiła do klauzurowego klasztoru Karmelitanek we Florencji. Szybko zrozumiała, że życie klauzurowe nie jest dla niej, bo Bóg „chce, by innych do Niego prowadziła”. Po wstąpieniu gromadzi w rodzinnym mieście dziewczynki, którymi się opiekuje, wychowując je i ucząc w duchu chrześcijańskim. Po pewnym czasie zaczęły pomagać jej starsze dziewczęta – w ten sposób ukształtowała się pierwsza wspólnota. Za aprobatą biskupa Franciszka Bronzoli 15 października 1854 roku pierwsze siostry składają śluby - ta data stanowi oficjalny początek istnienia Zgromadzenia, które wówczas nazwane zostało Sodalicją Sióstr św. Teresy. Z powodu wielu przeciwności 30 grudnia 1860 roku Zgromadzenie zostaje rozwiązane.
Przez 15 lat Maria Teresa żyła, prowadząc nieoficjalną działalność w parafii i prowadząc duchowo rozproszone towarzyszki. Dzięki pomocy biskupa Eugeniusza Cecconi udało jej się zebrać dawną wspólnotę we Florencji w 1875 roku. Siostry otworzyły szkołę z internatem oraz szkołę Miłosierdzia, gdzie nieodpłatnie uczyły biedne dzieci. Szybko jednak powstały kolejne problemy. Gdy zgromadzenie chyliło się ku upadkowi (składało się z dwóch sióstr i jednej nowicjuszki) 14 listopada 1889 roku Maria Teresa Scrilli umiera. Jej dzieło prowadzi dalej starsza i niepełnosprawna s. Janina Mantovani. 
Po śmierci Matki Założycielki wstąpiła do Zgromadzenia Klementyna Mosca, uważana za współzałożycielkę. W czasie jej przełożeństwa Zgromadzenie podjęło opiekę nad chorymi i starszymi, znacznie rosnąc w liczbę. 27 lutego 1933 roku Stolica Apostolska zatwierdza Zgromadzenie, które wzrasta i z Włoch rozszerza się na inne kraje.

## Działalność
Obecnie siostry posługują we Włoszech, Polsce, Stanach Zjednoczonych, Kanadzie, Brazylii, Czechach, Indiach i na Filipinach. Pracują wśród dzieci i młodzieży, katechizując, prowadząc przedszkola i szkoły, organizując rekolekcje i dni skupienia. Posługują chorym i opuszczonym w szpitalach i domach opieki. W Czechach, ze względu na brak kapłanów, pełnią funkcję nadzwyczajnych szafarzy Eucharystii, udzielając Komunii św. chorym w domach. Głównym rysem charyzmatu jest "prowadzenie dusz", który siostry realizują poprzez organizację rekolekcji i modlitwę w intencjach świata.

## Karmelitanki w Polsce

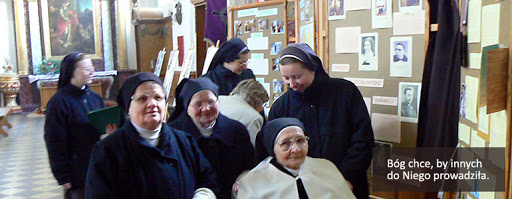
Polskie karmelitanki

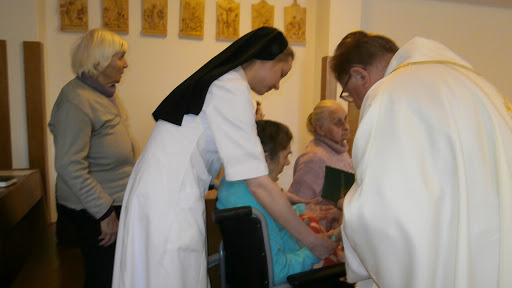
Siostry w Domu Pomocy Społecznej

Założycielką polskich karmelitanek jest matka Terezyta Skalska, urodzona 30 kwietnia 1899 roku w Siedliszowicach. W dzieciństwie chorowała na gruźlicę kości. Chciała wstąpić do Karmelitanek Bosych w Krakowie, jednak ze względu na stan zdrowia nie została przyjęta. W trakcie kolejnej choroby doznała uzdrowienia za wstawiennictwem M. Teresy Marchockiej – prosząc o uzdrowienie składa obietnicę założenia zgromadzenia. 
W 1936 roku została przyjęta do Klasztoru Sióstr Karmelitanek przy ul. Łobzowskiej w Krakowie. Kolejna choroba i uzdrowienie zmobilizowało ją do wypełnienia złożonej obietnicy. Po rozmowie z przełożonymi zostaje zachęcona do działania. Razem z s. Albertą Gorlej, która wraz z nią odeszła z klasztoru, próbowała założyć dom w Skrzypnem, co się jednak nie udało. Siostry przeniosły się do Szczepanowa, później do Częstochowy. W 1952 roku otrzymały dom w Rykach. Jako hasło przyjęły słowa: „Wszystko dla Jezusa przez Maryję”. Matka Terezyta zwróciła się z prośbą o pomoc do biskupa siedleckiego, Ignacego Świrskiego. On polecił spisać jej Konstytucje, które ustnie zatwierdził w 1952 roku. 
W 1954 roku został zakupiony dom w Woli Gułowskiej. Ze względu na sytuację polityczną, w 1962 roku, decyzją Urzędu ds. Wyznań w Warszawie, zgromadzenie zostało rozwiązane. Pomimo przeszkód prawnych zgromadzenie rozwijało się protegowane przez biskupa siedleckiego i Zakon Karmelitów. Szczególnym zaangażowaniem wykazał się o. Albert Urbański, który zaproponował połączenie zgromadzenia tworzącego się w Polsce ze zgromadzeniem założonym we Włoszech przez Marię Teresę Scrilli. Dzięki jego pomocy i nawiązaniu kontaktów, zgromadzenie zostało włączone do włoskiego instytutu, zyskując prawne zatwierdzenie.